# Renbergstjärnen (Degerfors socken, Västerbotten, 713515-169417)
Renbergstjärnen är en sjö i Vindelns kommun i Västerbotten och ingår i Umeälvens huvudavrinningsområde.